# St. Nikolai (Schmölln)

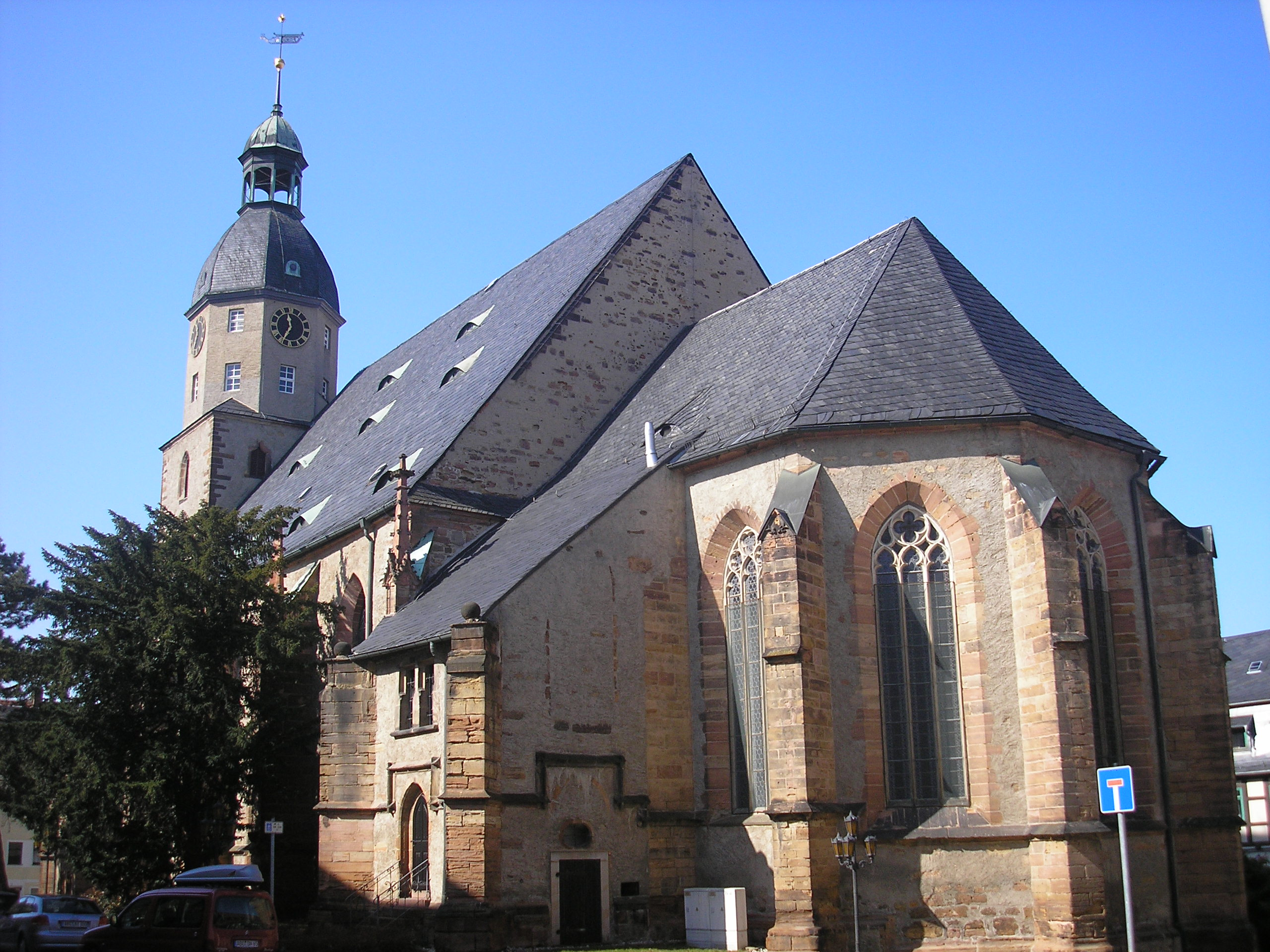
Stadtkirche St. Nikolai (Schmölln)

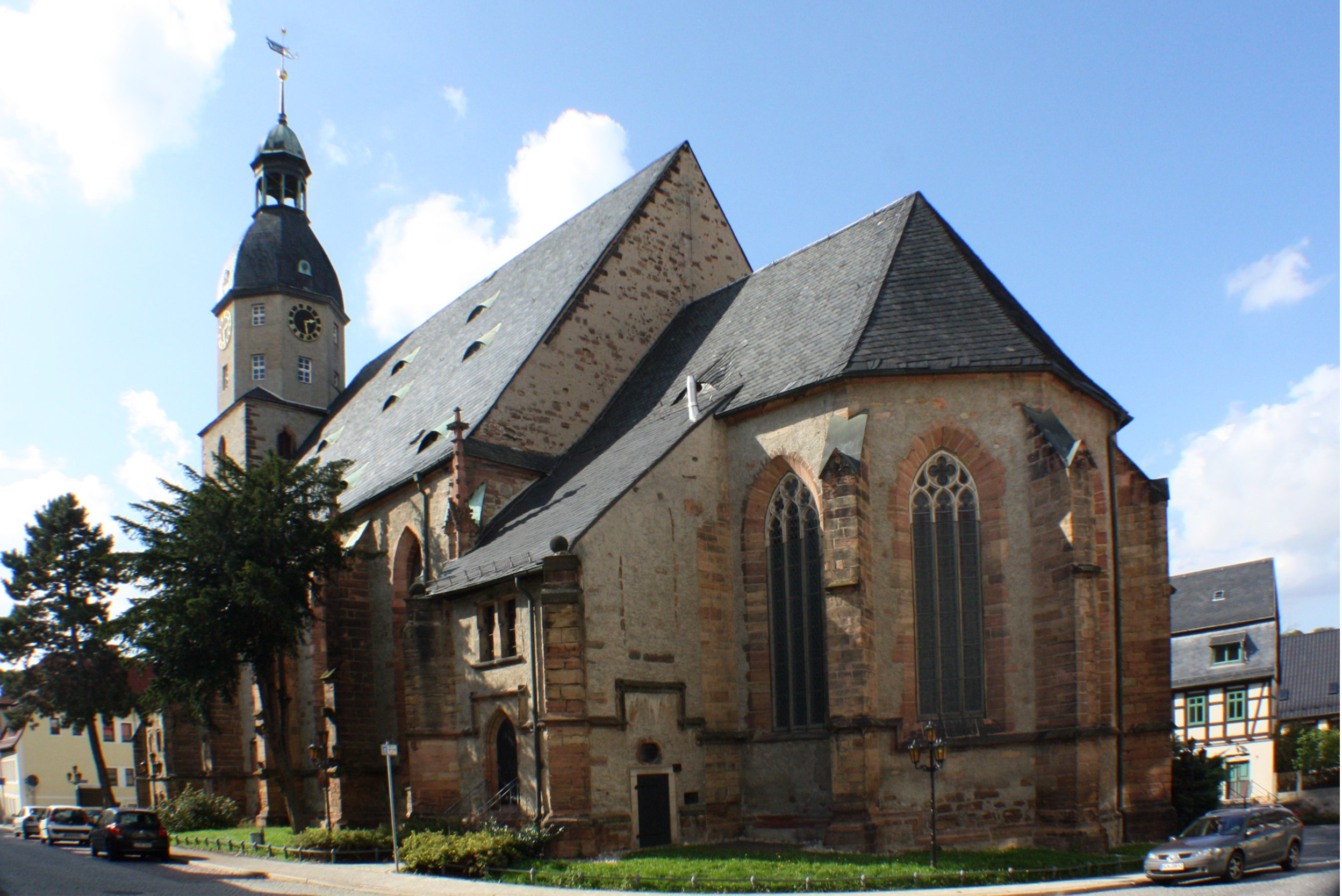
Südostansicht

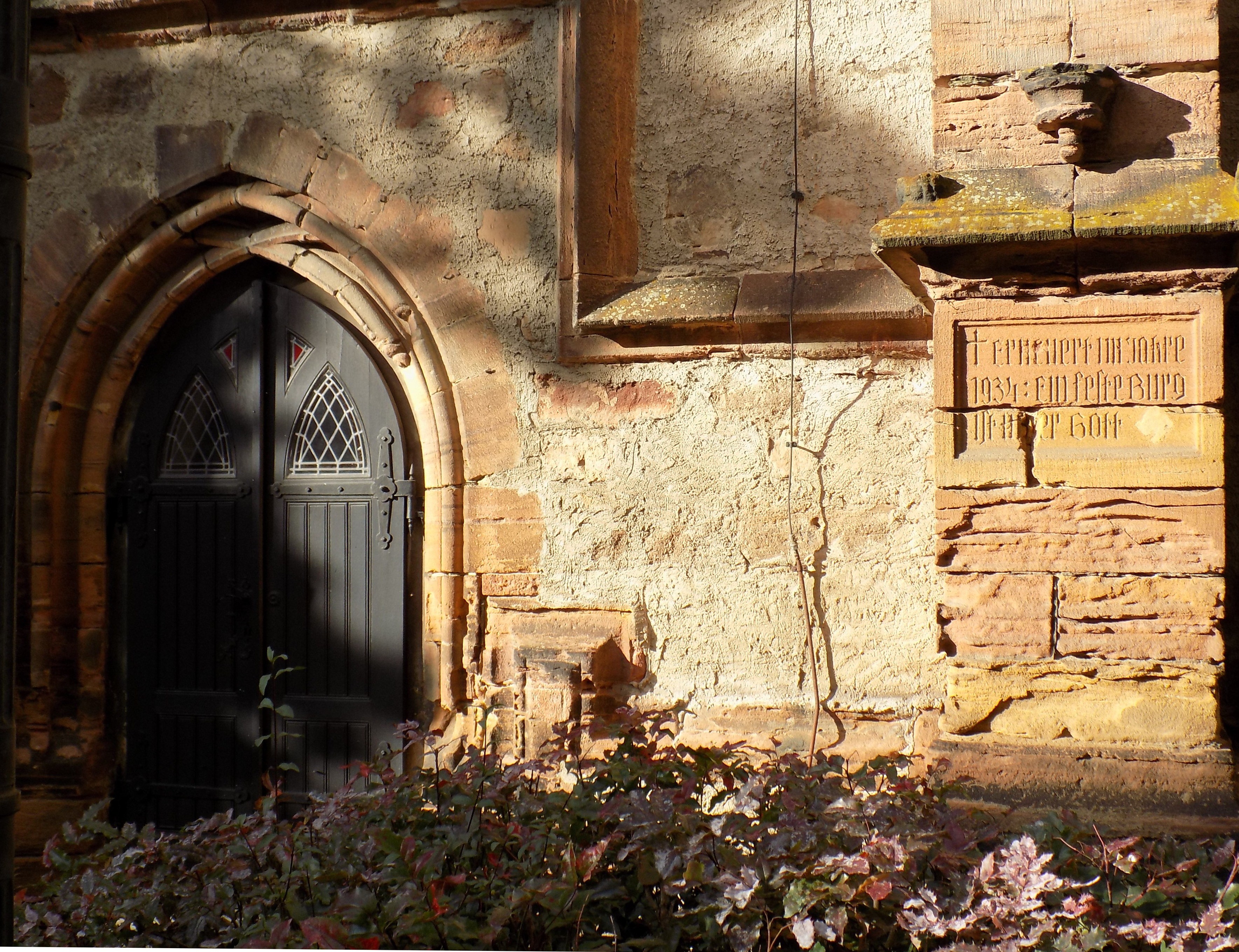
Detail

Die evangelische Stadtkirche St. Nikolai steht in der Stadt Schmölln im Landkreis Altenburger Land in Thüringen. Sie gehört zum Pfarrbereich Schmölln I im Kirchenkreis Altenburger Land der Evangelischen Kirche in Mitteldeutschland.

## Geschichte
Die Stadtkirche St. Nikolai wurde 1159 erstmals urkundlich erwähnt, für das Jahr 1238 ist die Weihe einer Kirche belegt. In der Mitte des 15. Jahrhunderts wurde nach Brand eine neue Hallenkirche begonnen, deren Chor 1480 geweiht wurde. Diese Kirche wurde bei einem Stadtbrand im Jahr 1772 stark beschädigt, wobei Gewölbe und Ausstattung verloren gingen. Der Wiederaufbau erfolgte unter Verwendung des spätgotischen Bestands. Im Jahr 1799 wurde der Turmaufbau vollendet. Das Bauwerk wurde in den Jahren 1880, 1929–1934 und 1995 restauriert. Im Jahr 1986 wurde das Äußere instand gesetzt.

## Architektur

### Äußeres
Die dreischiffige Hallenkirche besteht aus der Westturmfassade, dem vierjochigen Langhaus und dem Chor mit Fünfachtelschluss. Der Chor ist breiter als das Mittelschiff angelegt und aus der Mittelachse des Langhauses leicht nach Süden verschoben. Die asymmetrische Westturmfassade ist ebenfalls aus der Langhausachse nach Süden verschoben. Der Turm ist im Erdgeschoss mit einem Spitzbogenportal und nach oben mit einer Haube von 1799 versehen. Nördlich des Turms liegt ein Eingangsvorbau mit einem größeren Spitzbogenportal. Südlich steht als Pendant ein niedrigerer zweigeschossiger Kapellenanbau, der durch ein kleines Spitzbogenportal mit Überstabung erschlossen wird. Der Sockelbereich ist mit einem Abschlussprofil und Rechteckfenster mit Überstabung versehen. Die Südseite des Langhauses ist deutlich durch spätgotischen Bauschmuck wie Fialen auf den Strebepfeilern, Baldachinen und Wasserspeiern hervorgehoben. Die Maßwerkfenster stammen von 1880. Seitlich des Chores liegt im Norden ein Sakristeianbau sowie im Süden ein mit dem Datum 1534 versehener Anbau mit spätgotischen Fenstern, einem umlaufenden Sohlbankgesims und einer nur hier vorkommenden Überstabung. Es wird vermutet, dass Teile des Westbaus, vor allem der Eingangsteil und eventuell das Turmuntergeschoss, in ihrer Substanz noch auf den Vorgängerbau von 1159 zurückgehen. Beide südlichen Anbauten sind wahrscheinlich bald nach Fertigstellung der spätgotischen Kirche hinzugekommen, wie man von den Baunähten an den Strebepfeilern ablesen kann, der südwestliche wurde möglicherweise unter Nutzung des Fundaments und des Sockelbereichs eines Vorgänger(an)baus errichtet. Der nordöstliche Anbau wird als der jüngste angesehen.

### Inneres
Das Innere des Langhauses wird durch eine nach Brand eingezogene, flach gewölbte und verputzte Holzdecke bestimmt. In den Seitenschiffen sind Tonnengewölbe, im Chor eine Stichkappentonne eingezogen. Eine zweigeschossige Empore wurde 1772 eingebaut. Die Ausstattung ist zumeist neugotisch von 1880. Ein künstlerisch wertvolles, geschnitztes Vesperbild wurde 1430/1440 geschaffen und hat seine alte Fassung, die 1979 freigelegt wurde. Die trauernde Maria ist mit dem Leichnam Christi und einem knienden Engel dargestellt, der das Blut Christi in einer Schale auffängt. Eine farbig gefasste Mondsichelmadonna aus der Zeit um 1500 wurde 1979 restauriert.

## Orgel
Die Orgel wurde 1917 von den Orgelbauern Gebrüder Jehmlich (Dresden) als op. 370 erbaut und 2010 von der Orgelbaufirma Jehmlich restauriert. Das Kegelladen-Instrument hat 54 Register (darunter drei Transmissionen) auf vier Manualwerken und Pedal. Neben dem Schwellwerk sind auch das Brustwerk (zweites Manualwerk) und das Fernwerk (spielbar vom dritten Manual der Hauptorgel) schwellbar. Die Register Fernflöte und Vox humana des Fernwerkes sind mit Registertremulanten ausgestattet. Die Spiel- und Registertrakturen sind pneumatisch.
| I Hauptwerk C–a3 |                |        |
| 1.               | Principal      | 16′    |
| 2.               | Principal      | 08′    |
| 3.               | Viola di Gamba | 08′    |
| 4.               | Flöte harm.    | 08′    |
| 5.               | Bordun         | 08′    |
| 6.               | Dolce          | 08′    |
| 7.               | Gemshorn       | 04′    |
| 8.               | Octave         | 04′    |
| 9.               | Rauschquinte   | 02 ⁄3′ |
| 10.              | Mixtur IV–V    |        |
| 11.              | Cornett III–V  |        |
| 12.              | Trompete       | 08′    |
| 13.              | Clarine        | 04′    |

| II Brustwerk C–a3 |                 |     |
| 14.               | Bordun          | 16′ |
| 15.               | Geig. Principal | 08′ |
| 16.               | Gemshorn        | 08′ |
| 17.               | Salicional      | 08′ |
| 18.               | Rohrflöte       | 08′ |
| 19.               | Quintatön       | 08′ |
| 20.               | Traversflöte    | 08′ |
| 21.               | Aeoline         | 08′ |
| 22.               | Soloflöte       | 04′ |
| 23.               | Fugara          | 04′ |
| 24.               | Waldflöte       | 02′ |
| 25.               | Progressio IV   |     |
| 26.               | Oboe            | 08′ |

| III Schwellwerk C–a3 |                 |        |
| 27.                  | Liebl. Gedackt  | 16′    |
| 28.                  | Flötenprincipal | 08′    |
| 29.                  | Violine         | 08′    |
| 30.                  | Konzertflöte    | 08′    |
| 31.                  | Gedackt         | 08′    |
| 32.                  | Fugara          | 08′    |
| 33.                  | Vox coelestis   | 08′    |
| 34.                  | Rohrflöte       | 04′    |
| 35.                  | Geig. Principal | 04′    |
| 36.                  | Nassat          | 02 ⁄3′ |
| 37.                  | Piccolo         | 02′    |
| 38.                  | Cymbel III–IV   |        |
| 39.                  | Trompete harm.  | 08′    |
| 40.                  | Clarinette      | 08′    |
|                      | Tremulant       |        |

| III Fernwerk C–a3 |                       |    |
| 41.               | Fernflöte (*)         | 8′ |
| 42.               | Vox angelika          | 4′ |
| 43.               | Vox humana (*)        | 8′ |
|                   | Registertremulant (*) |    |

| Pedalwerk C–f1 |                          |         |
| 44.            | Principalbass            | 16′     |
| 45.            | Violonbass               | 16′     |
| 46.            | Subbass                  | 16′     |
| 47.            | Gedacktbass (= Nr. 14)   | 16′     |
| 48.            | Quintbass                | 10 2⁄3′ |
| 49.            | Oktavbass                | 08′     |
| 50.            | Violoncello              | 08′     |
| 51.            | Bassflöte (= Nr. 20)     | 08′     |
| 52.            | Octavbass                | 04′     |
| 53.            | Posaune                  | 16′     |
| 54.            | Trompet. Bass (= Nr. 12) | 08′     |

- Koppeln: I/I (Superoktavkoppel), II/I, III/I, III/II (auch als Sub- und Superoktavkoppel), III/III (Superoktavkoppel), I/P, II/P, III/P (auch als Tenor-Koppel)